# 杜爾格縣
杜爾格縣（Durg district）是印度的一個縣，位於該國中部，由恰蒂斯加爾邦負責管轄，面積8,537平方公里，識字率為75.62%，2001年人口2,810,436，人口密度每平方公里329人。
21°11′N 81°17′E / 21.183°N 81.283°E